# Helenos (tribo)
Os Helenos  ( em latim: Heleni  ) foram uma tribo galáica, documentada por Plínio, o Velho, a quem chama de heleni, e que daria o seu nome à cidade de Helenos, mencionada por Estrabão. 
Plínio os situa ao sul dos cilenos, marcando sua fronteira com o rio Lérez ao norte e com a ria de Vigo ao sul.